# وارن كوتس
وارن كوتس (بالإنجليزية: Warren Coats)‏ هو اقتصادي أمريكي، ولد في 19 مايو 1942 في بيكرسفيلد في الولايات المتحدة.